# Aurélie Salvaire

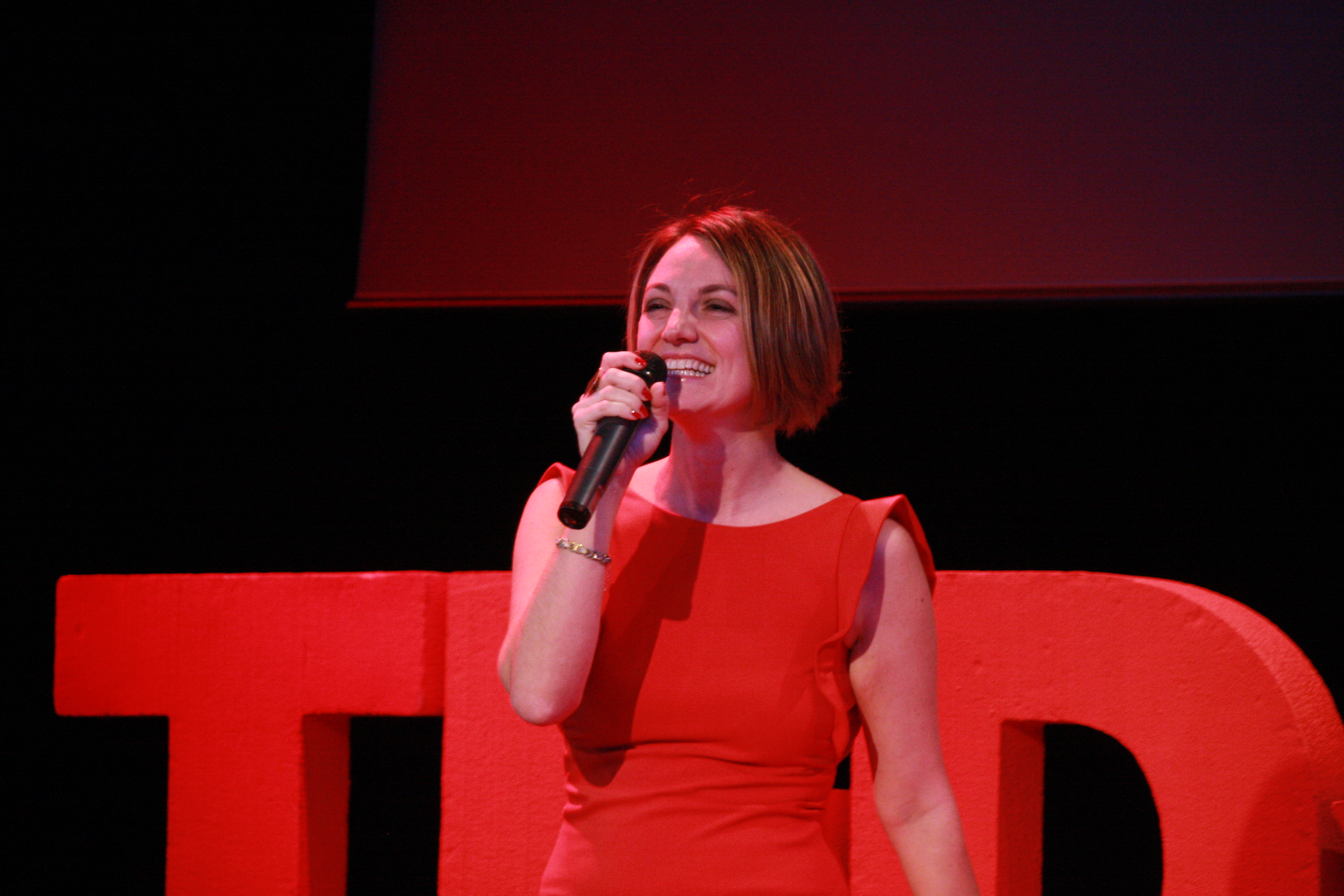
Aurélie Salvaire en una sessió de TEDx.

Aurélie Salvaire (Francia, 1978) es una experta en diversidad y género francesa, además de ser la fundadora de The A Factor. Estudió el Master Business Administration del HEC en París y vive en Barcelona desde 2002, trabajando en proyectos en los que se incentiva la iniciativa de las mujeres.

## Trayectoria profesional
Es directora del 'Observatorio de análisis de género Shiftbalance' de Barcelona, ubicado en el Impact Hub de Barcelona, y desde el cual se pretende mostrar datos concretos y objetivos, haciendo un inciso en la importancia de la formación de directivos empresariales para conseguir un mayor equilibrio de género en el mundo laboral. El proyecto tiene previsto analizar el impacto de la incorporación de mil millones de mujeres en los negocios y la aceleración que ello supone para el crecimiento económico. Según Salvaire, únicamente el 20 % de los profesionales de la televisión son mujeres, por ejemplo.
Ha sido curadora de diferentes charlas TED (un formato de conferencia breve cuyo objetivo es inspirar y cambiar una determinada actitud)en Barcelona sobre educación y mujeres entre otras. Los ponentes son expertos nacionales, estatales e internacionales que sintetizan brevemente ideas claras y con un componente emocional.
Ha llevado a cabo las Spark Talks Beirut (2014), relacionadas con acciones humanitarias, y los eventos Unreasonable at Sea Barcelona (2014) y SenseCamp Barcelona (2013). Ha coordinado también proyectos con Ashoka e Intermón Oxfam.